# Autoroute Leh–Manali
L'autoroute Leh–Manali (en hindi : लेह-मनाली राजमार्ग (lēh-manālī rājmārg)) est une route nationale indienne longue de 428 km, située dans le nord du pays et au parcours transhimalayen. Elle relie Leh, la capitale du territoire de l'Union du Ladakh, à Manali, dans l'État de l'Himachal Pradesh. 

## Généralités
Elle relie la vallée de Kullu, de la haute rivière Beas aux vallées des rivières Chandra et Bhaga à la vallée de Lahaul via le tunnel d'Atal (en) dans l'Himachal Pradesh, puis traverse une série de hauts cols himalayens pour rejoindre la vallée de l'Indus au Ladakh. L'axe routier est généralement ouvert pendant environ six mois par an, de la première semaine de mai, lorsque la neige est dégagée de l'autoroute, jusqu'en octobre, lorsque les chutes de neige bloquent à nouveau les hauts cols de l'autoroute. Avant la construction du tunnel d'Atal, l'autoroute restait fermée en hiver au-delà du col de Rohtang. Avec l'achèvement du tunnel de Shingo La proposé sur un itinéraire alternatif à travers la vallée du Zanskar, qui devrait être achevé d'ici 2025, l'ensemble de l'itinéraire Leh-Manali deviendra une route praticable par tous les temps.
L'autoroute Leh-Manali sert d'axe principal pour plusieurs routes frontalières entre l'Inde et la Chine (en) au Ladakh et dans l'Himachal Pradesh. Elle a été conçue, construite et entretenue par la Border Roads Organisation (BRO) de l'armée indienne. Elle supporte les véhicules les plus lourds de l'armée.

## Histoire
Les travaux de la route Leh-Manali commencent en 1964 et sa construction est entreprise des deux côtés. En 1989, l'axe Manali-Leh, long de 473 km, devient la deuxième voie d'accès terrestre au Ladakh.

## Particularités géographiques
L'altitude moyenne de l'autoroute Leh-Manali est de plus de 4 000 m (13 000 pieds) et son altitude la plus élevée est de 5 328 m (17 480 pieds) au col de Taglang La. Elle est bordée de part et d'autre par des chaînes de montagnes, avec des formations naturelles de sable et de roches époustouflantes. Le paysage change après le tunnel d'Atal et la verdure commence à reculer en entrant dans la vallée de la rivière Chandra dans la région de Lahaul qui se trouve dans l'ombre pluviométrique.

## Galerie

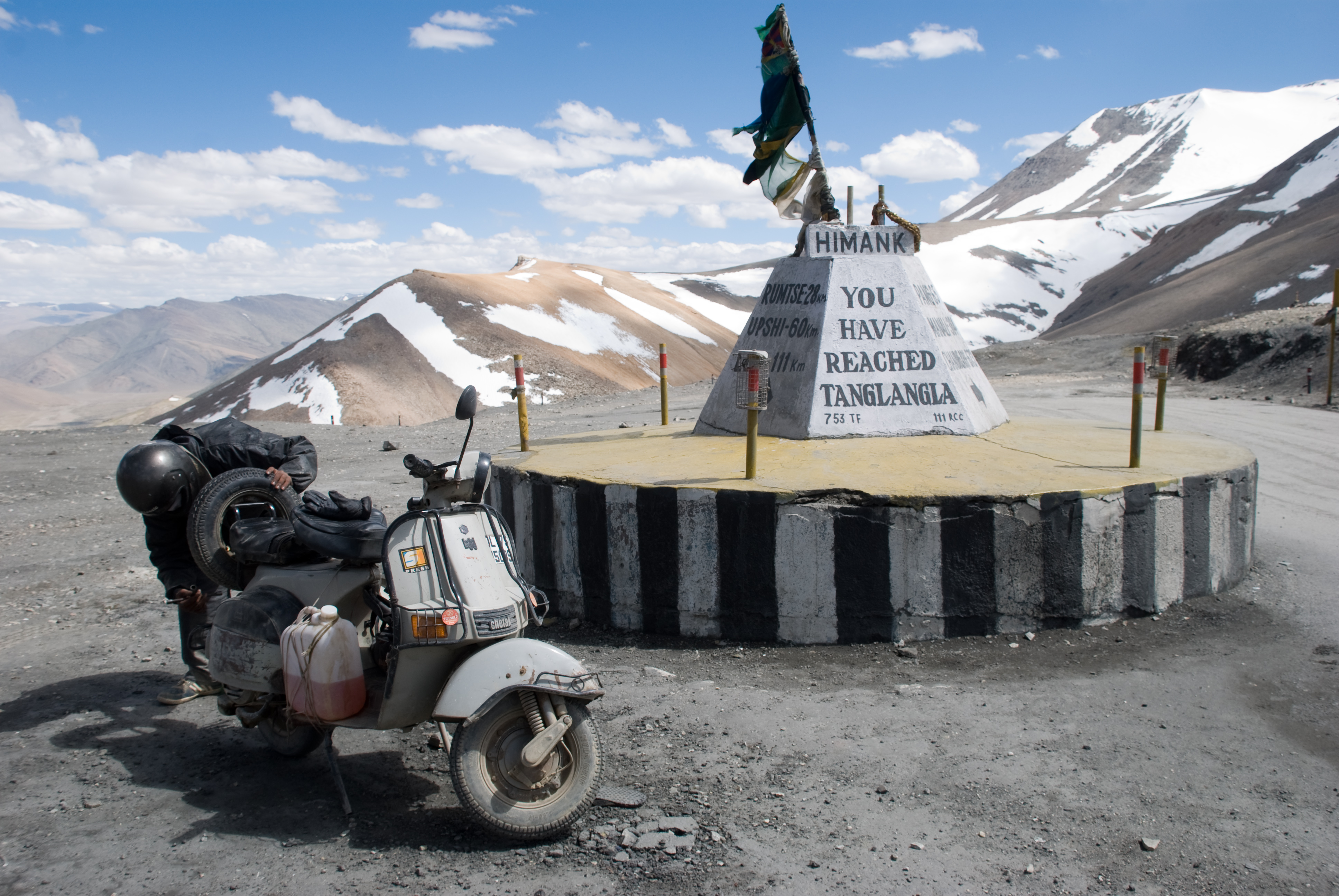
Le col de Taglang La (5 359 m)
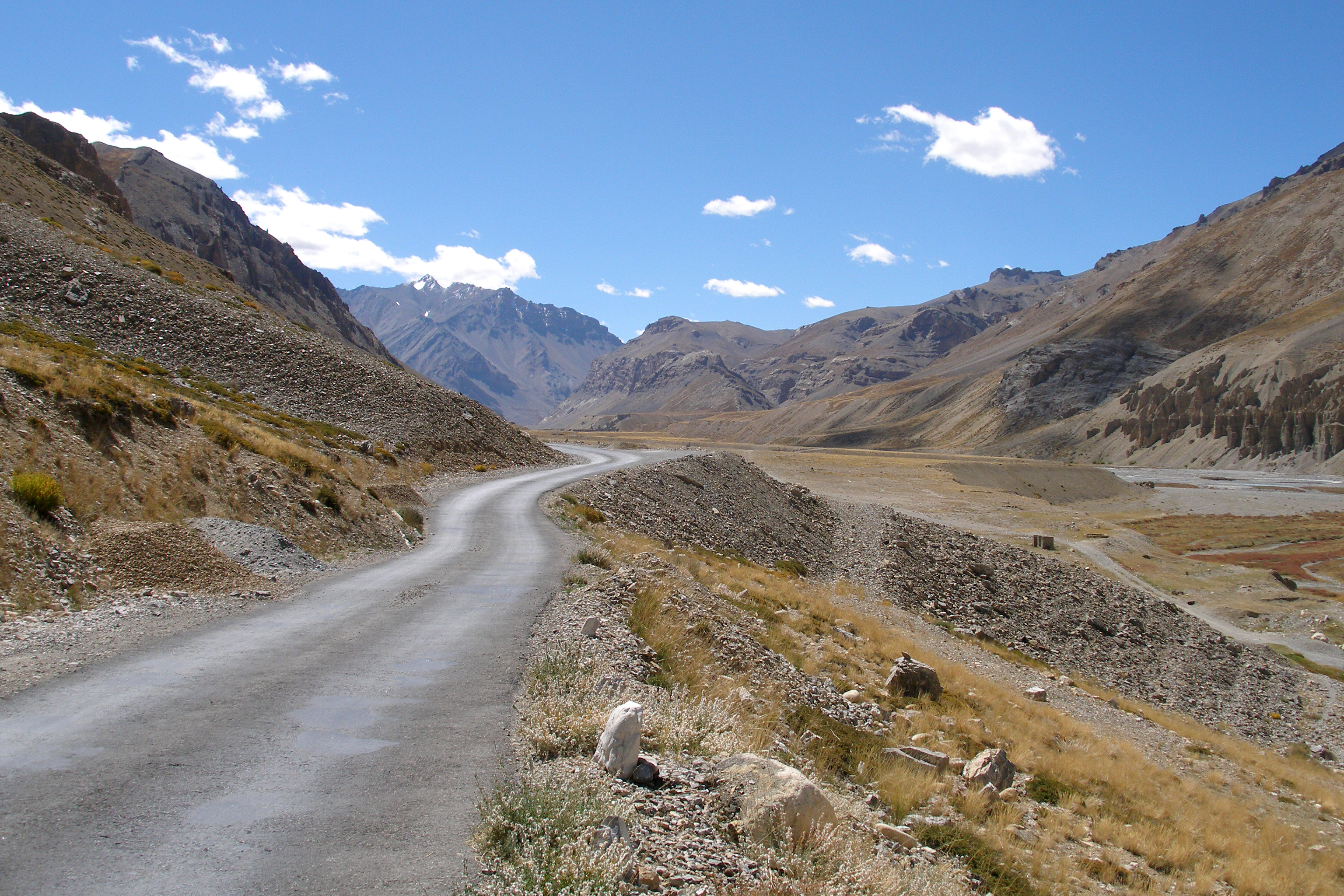
La route entre Leh et Manali.
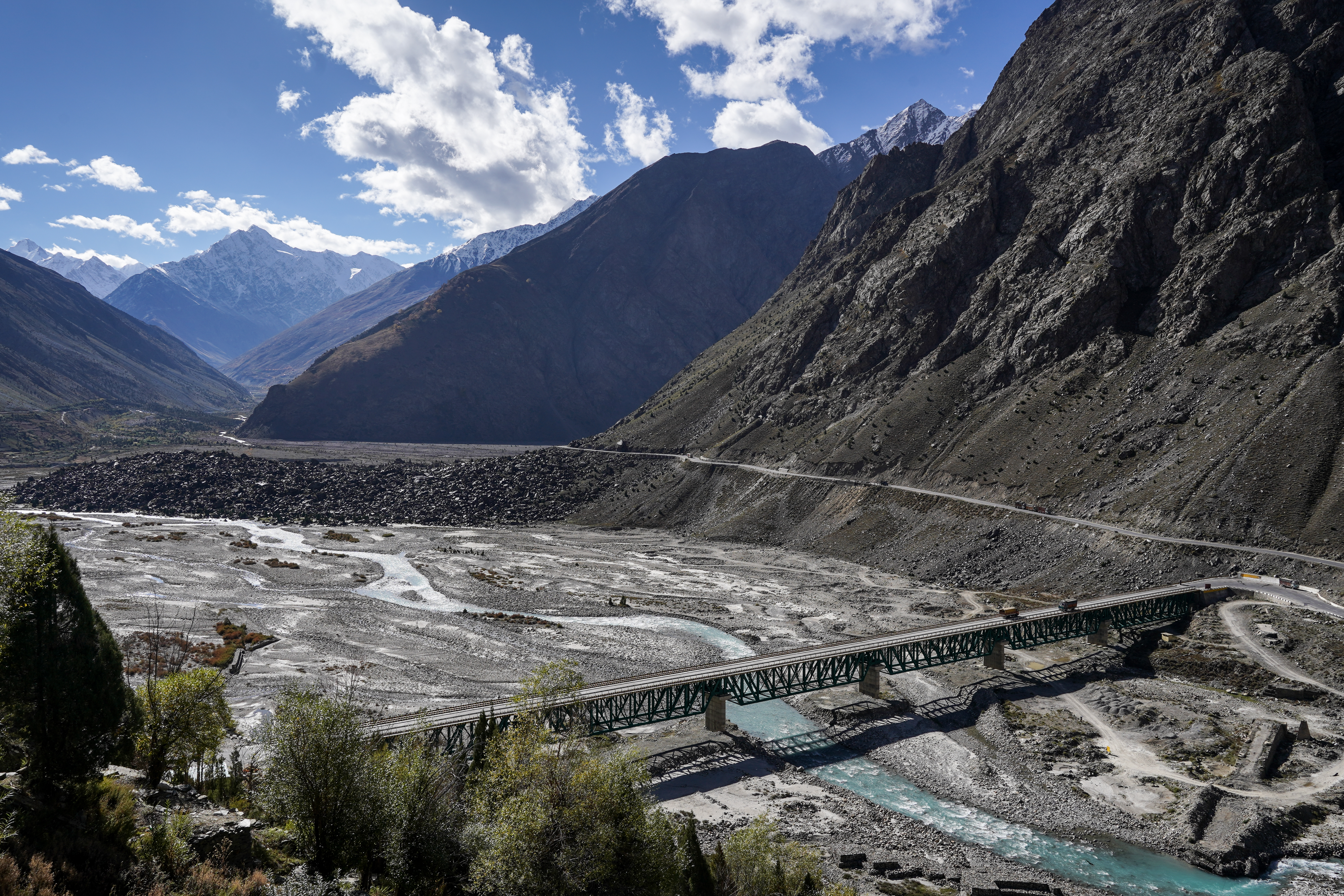
Le pont New Barsi, l'autoroute est sur la droite.
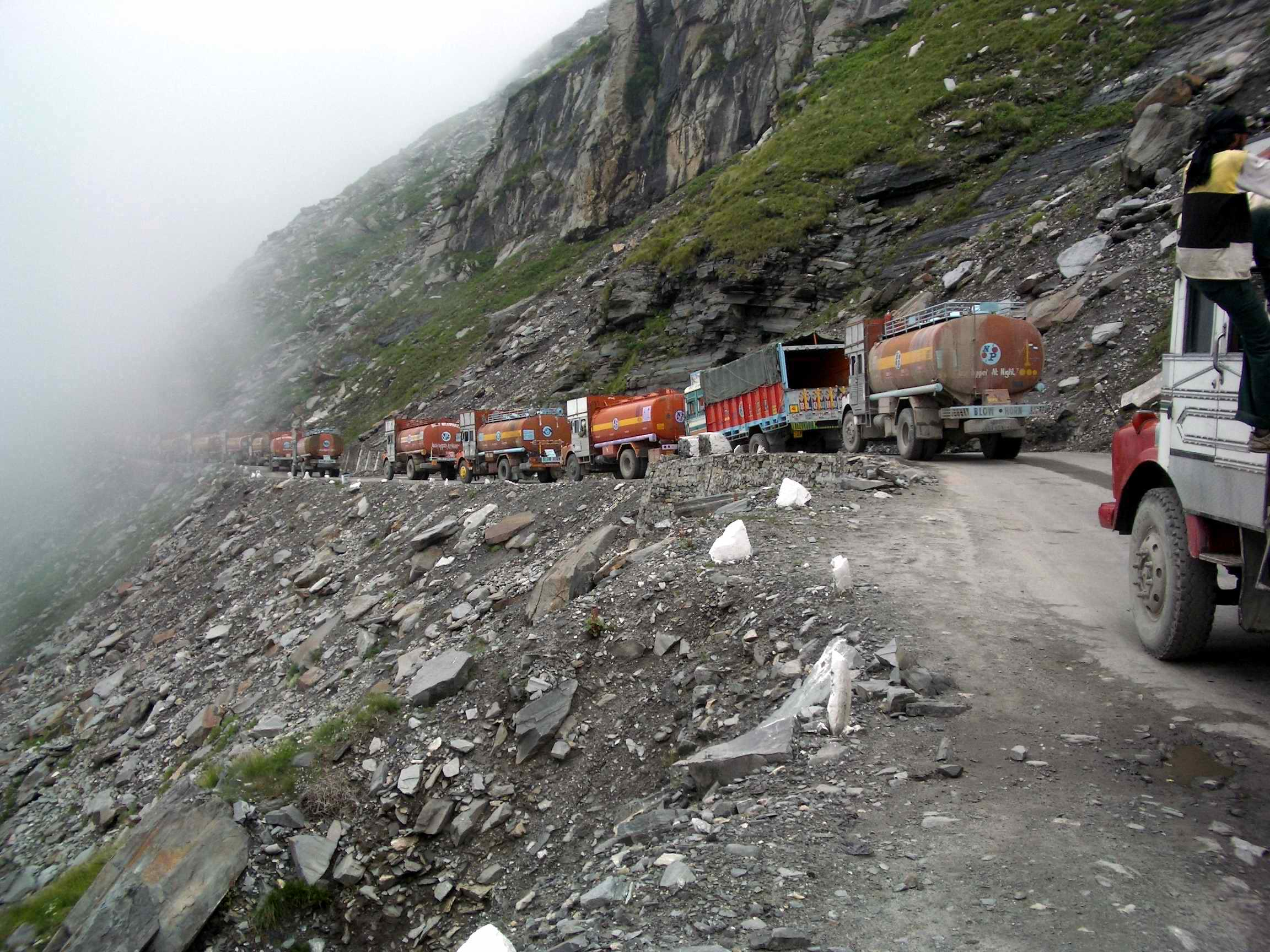
Passage routier au col de Rohtang.
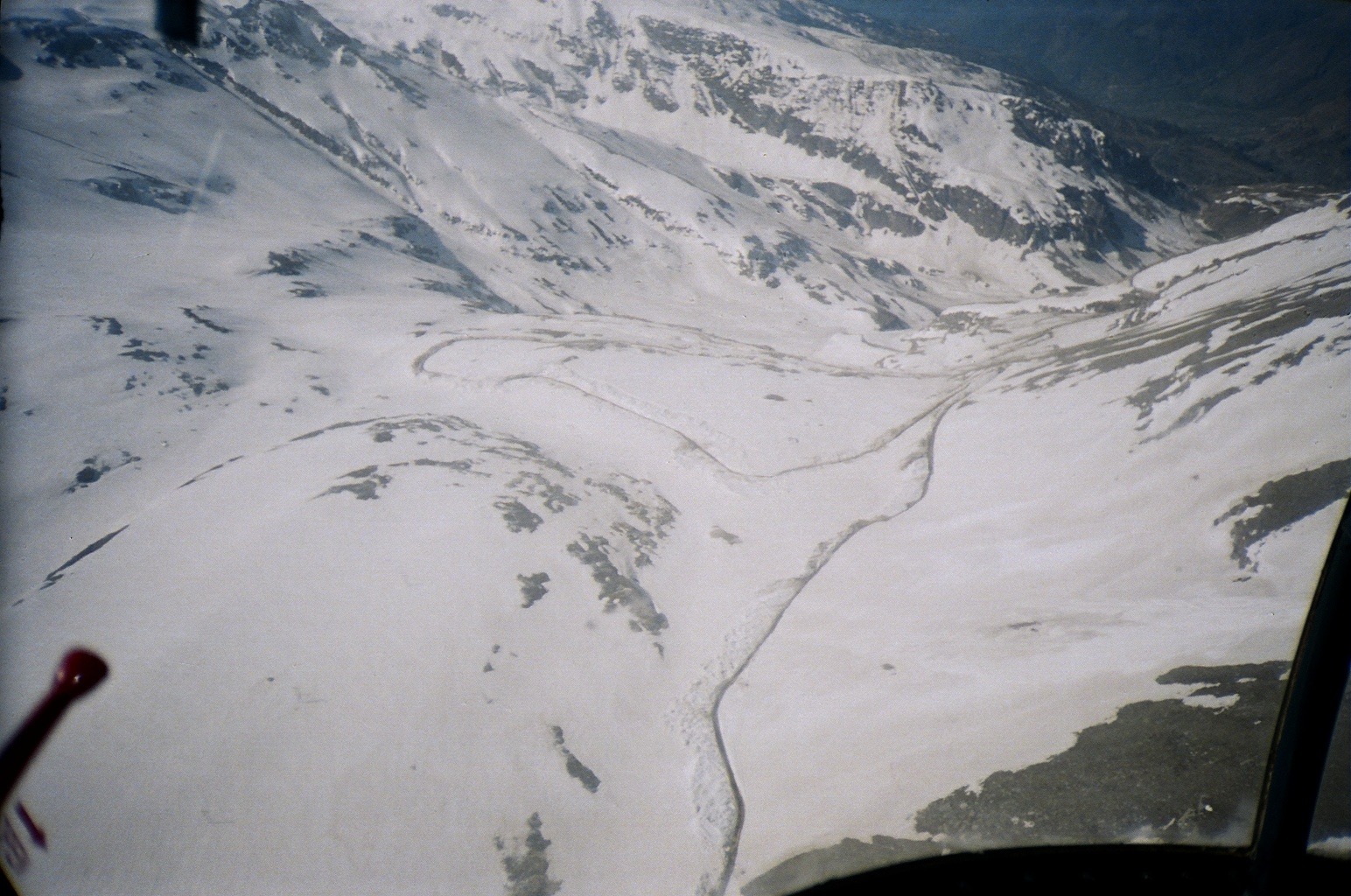
Le col de Rothang devient infranchissable durant l'hiver.